# Anoumaba
Anoumaba este o comună din departamentul Bongouanou, regiunea Moronou, Coasta de Fildeș.